# Lord Emsworth
Lord Emsworth, eigentlich Clarence Threepwood, 9th Earl of Emsworth, ist eine wiederkehrende fiktive Figur in Erzählungen und Romanen des britischen Schriftstellers P. G. Wodehouse und zählt neben Bertie Wooster und dessen Kammerdiener Jeeves zu den bekanntesten Protagonisten im Werk von Wodehouse.
Lord Emsworth lebt auf seinem Landsitz Blandings Castle in Shropshire und ist nicht nur schwerhörig, sondern gilt unter seinen Familienangehörigen auch als leicht debil und zerstreut. Er widmet seine reichliche Freizeit hauptsächlich der Aufzucht von Schweinen, wobei seine Zuchtsau, die Kaiserin von Blandings, bereits auf der Landwirtschaftsausstellung von Shropshire mit Preisen ausgezeichnet wurde. Nichts macht ihn glücklicher, als ungestört von seinen Verwandten zwischen seinen Blumen zu wandeln. Trotzdem ist er damit beschäftigt, den Pflichten nachzugehen, die seine tyrannischen Schwestern für ihn vorgesehen haben, und/oder die immer wiederkehrenden Hochstapler von Blandings Castle zu verbannen. Der Literaturkritiker Richard Usborne nannte Lord Emsworth einen der sympathischsten Lords der englischen Literaturgeschichte.

## Ursprung
P. G. Wodehouse benannte die Protagonisten seiner Romane und Erzählungen wiederholt nach Orten, mit denen er vertraut war. Lord Emsworth trägt seinen Namen nach der kleinen Stadt Emsworth in der englischen Grafschaft Hampshire, die direkt an der Südküste der britischen Insel liegt. Wodehouse verbrachte 1903 dort einige Zeit und mietete später ein kleines Haus mit dem Namen „Threepwood Cottage“. Daraus leitet sich Lord Emsworths Familienname ab.
Blandings, der Landsitz, auf dem die meisten der Geschichten um Lord Emsworth spielen, lehnt sich an das Herrenhaus Corsham Court, Corsham in der Grafschaft Wiltshire an. Es befindet sich dort in der Stadtmitte. Auf dem Gelände eines angelsächsischen Königsschlosses wurde zunächst 1582 ein elisabethanisches Herrenhaus errichtet. Seit 1745 ist es Teil der Ländereien von Baron Methuen. P. G. Wodehouse verbrachte dort als Kind einen Teil seiner Schulferien bei einem Onkel und wurde von diesem am nahe gelegenen Teich von Corsham regelmäßig zum Schlittschuhlaufen mitgenommen.

## Charakterisierung
Erstmals kurz erwähnt wird Lord Emsworth in der Kurzgeschichte The Matrimonial Sweepstake, die im Februar 1910 in der US-amerikanischen Cosmopolitan erschien. In In alter Frische ist die Geistesabwesenheit und Vergesslichkeit von Lord Emsworth ein wesentliches Motiv der Handlung: Er steckt im Verlauf der Geschichte aus Versehen einen extrem wertvollen Skarabäus in seine Tasche. P. G. Wodehouse macht den Leser sehr früh in dem Roman mit der Zerstreutheit des Lords bekannt:
Lord Emsworth speist in seinem Club, es kommt zu folgender Unterhaltung mit dem Oberkellner, dem der Lord ein vertrauter Gast ist:

„Sagen Sie mir, Adams, hatte ich bereits meinen Käse?“

„Noch nicht, Ihre Lordschaft. Ich wollte gerade den Kellner danach schicken.“

„Lassen Sie es. Sagen Sie ihm, dass er mir statt dessen die Rechnung bringen soll. Mir ist gerade eingefallen, dass ich verabredet bin und nicht zu spät sein sollte.“

„Soll ich die Gabel nehmen, Ihre Lordschaft?“

„Die Gabel?“

„Ihre Lordschaft haben versehentlich die Gabel in Ihre Jackentasche gesteckt.“

Lord Emsworth fühlte in der angedeuteten Tasche nach und mit der Miene eines ungeübten Zauberkünstlers, dessen Kunststück entgegen der eigenen Erwartungen gelingt, zog er daraus eine versilberte Gabel hervor.
Frances Donaldson zitiert in ihrer Biografie über Wodehouse diese kleine Szene auch als Beispiel für die meisterhafte Erzählweise von P. G. Wodehouse. Um den Roman für den Leser lesbar zu machen, ist es wichtig, dass er in der entscheidenden Szene – nämlich der des versehentlichen Diebstahls des Skarabäus – bereits vertraut damit ist, dass Lord Emsworth in seiner Zerstreutheit solche Dinge unterlaufen.
In den Romanen und Erzählungen, in denen Lord Emsworth eine Rolle spielt, wird er unabhängig vom Erscheinungsjahr konsistent als jemand dargestellt, der knapp unter 60 Jahre alt ist. Richard Usborne weist jedoch darauf hin, dass P. G. Wodehouse, der seine Geschichten überwiegend in einer zeitlich nicht genau verankerten edwardischen Fantasiewelt spielen ließ, vergleichsweise früh in seiner erzählerischen Karriere in einem seiner Blandings-Romane zu erwähnen, dass Lord Emsworth in den 1860er Jahren Schüler in Eton war. Abgesehen davon, dass Lord Emsworth scheinbar nie älter wird, ist er kahl und von langer dünner Gestalt. Seine Kleidung ist meist etwas vernachlässigt. Mit Vorliebe trägt er ein altes Tweedjacke und Hosen, die an den Knien bereits ausgebeult sind. Seinen Zwicker hängt an einer Schnur, die er um den Hals trägt und trotzdem regelmäßig verliert. Er hasst es, wenn er gezwungen ist, formellere Kleidung zu tragen, eine Ansprache zu halten und nach London fahren zu müssen, wenn die Sonne scheint. Zu seinen überraschendsten Fähigkeiten gehört es, dass er hervorragend darin ist, Salat anzumachen.
Lord Emsworth gehörte zwar zu den Schülern des Eton College, als ein Schüler, dessen eingeschränkte Geisteskraft jedoch bereits deutlich erkennbar war, trug er dort bereits den Spitznamen „Dummkopf“. Wodehouse führt ihn als einen Protagonisten ein, dessen gemächliche Denkweise in seinem Umfeld bereits sprichwörtlich geworden ist. Lord Emsworth neigt außerdem dazu, sich schnell ablenken zu lassen und Sachverhalte misszuverstehen. Grundsätzlich zeichnet er sich jedoch durch ein liebenswürdiges Wesen aus. Allerdings bewahrt er in dem Roman In alter Frische auch einen Revolver unter seinem Kopfkissen auf, mit dem er gegebenenfalls auf Einbrecher oder seinen geduldigen Privatsekretär Rupert Baxter schießt. Seine einfache Weltsicht lässt ihn ruhig schlafen und ihm wird nachgesagt, dass er in den letzten zwanzig Jahren mindestens seine acht Stunden Schlaf genossen hat und häufig es ihm auch gelingt, 10 Stunden im Bett zu verbringen.

## Familienmitglieder
Lord Emsworth entstammt einer Familie, deren Mitglieder sich als ausgesprochen langlebig erwiesen haben, sofern sie nicht zuvor ein Unglück ereilt. Sein Vater, so wird in dem 1969 erstmals erschienenen Roman Ein Pelikan im Schloss erwähnt, kam bei einem Jagdunfall ums Leben. Sein Onkel Robert wurde fast neunzig, sein Cousin Claude 84 und starb keinesfalls friedvoll im Bett: Er brach sich den Hals, als er zu Pferde ein Gatter zu überspringen versuchte.
Zu seiner umfangreichen Familie gehören neun noch lebende Schwestern sowie der Ehrenwerte Galahad 'Gally' Threepwood, der einzige noch verbliebene Bruder, der einen ausgesprochenen Sinn für die leichtsinnigeren Dinge des Lebens hat. Nach Ansicht der Threepwood-Schwestern, die allerdings von keinem ihrer Brüder eine gute Meinung haben, ist Galahad der Schandfleck einer ansonsten stolzen Familie. Zu den Schwestern zählt Lady Constance Keeble, die eine ständige Bedrohung des friedvollen Lebens von Lord Emsworth ist. Sie hat es nicht nur darauf abgesehen, Lord Emsworths Butler Beach in den Ruhestand zu schicken, sondern legt auch Wert darauf, für diesen seine Privatsekretäre auszusuchen. Seine zahlreichen Nichten zeichnen sich dagegen durch Standhaftigkeit und eine pragmatische Lebenseinstellung aus. Gewöhnlich gelingt es ihnen, die Heiratspläne, die ihre Tante Lady Constance für sie geschmiedet hat, zu durchkreuzen und den netten jungen Mann zu ehelichen, den sie sich ausgesucht haben.
Lord Emsworth hat zwei Söhne und – hier bleibt Wodehouse etwas diffus – mindestens eine Tochter. Für seinen jüngsten Sohn Freddie wünscht er sich nichts mehr als eine Ehe, weil er damit die Hoffnung verbindet, dass dieser nicht mehr in Schwierigkeiten gerät. In Herr auf Schloss Blandings (Ersterscheinungsjahr 1935) ist das Eheglück für Freddie greifbar. Seine Auserwählte ist die Tochter eines wohlhabenden Herstellers von Hundekuchen und als Mitgift soll Freddie in dessen Fabrik eine sichere und gut bezahlte Anstellung erhalten.

„Für Lord Emsworth blieb es rätsehaft, welchen Mehrwert Freddie in einer Hundekuchen-Fabrik schaffen sollte, es sei denn, sie beschäftigten ihn als Vorkoster“

Freddie entwickelt sich  jedoch zu einem würdigen, hart arbeitenden Schwiegersohn des Hundekuchenfabrikanten.

## Dienstboten
Butler von Blandings Castle ist Sebastian Beach, dessen äußere Erscheinung befürchten lässt, dass er unmittelbar davor steht, einen Schlaganfall zu erleiden. Seine Stimme vergleicht P. G. Wodehouse mit der von Tawny-Portwein, der hörbar geworden ist. Um seine Gesundheit steht es nicht zum Besten: er leidet unter Hühneraugen, eingewachsenen Fußnägeln, geschwollenen Gelenken, nervösen Kopfschmerzen, einem schwachen Magen und hat eine Augenschwäche. Daneben fürchtet er wenige Dinge so sehr wie den Sozialismus. Dafür besitzt er die beste Sammlung von Krimis, die es in Shropshire gibt. Ähnlich wie Wodehouses berühmter Kammerdiener Jeeves ist Beach für seinen Dienstherrn ein Fels in der Brandung, der verlässlich dafür sorgt, dass alle Verwicklungen gut ausgehen. Während Jeeves jedoch so geräuschlos „wie ein heilender Zephyr“ durch Bertie Woosters Wohnung schwebt, ist Butler Beach nicht zu überhören:

„Draußen waren dröhnende Laute zu hören, wie sie ein beleibter Butler verursacht, der auf dem gefliesten Korridor eine gute Zeit erzielt“

Neben dem Butler Beach sind auf Blandings Castle Mrs. Twemlow als Haushälterin, der zweite Butler Meridew sowie die Diener James und Alfred beschäftigt. Daneben weist Blandings Castle die zahlreichen Dienstboten auf, die einen sehr wohlhabenden edwardischen Haushalt kennzeichneten: Küchenmädchen, Wäscherinnen, Dienstmädchen, Hausmädchen, Chauffeur, Schuhputzjunge und Stallburschen. Eine große Rolle spielt die Person, der die Versorgung von Lord Emsworths Lieblingsschwein, der Kaiserin von Blandings, anvertraut ist. Leider ereignen sich bei den Schweinehütern jedoch immer wieder dramatische Wechsel: George Cyril Wellbeloved wird von Lord Emsworths Gegenspieler Parsloe abgeworben, der „gnomartige, tüchtige Kauz“ namens Pott, der ihm folgte, gewinnt im Fußballtoto und gibt sein Amtssiegel zurück. Ihm folgt Monica Simmons, ein großes, junges weibliches Wesen, das wie ein Freistilringer aussieht, Tochter eines Landpfarrers ist und das ihr anvertraute kostbare Tier respektlos als Marzipanschweinchen bezeichnet.  Ihre Anstellungen ist einzig den Intrigen von Lord Emsworths Schwester Cornelia zu verdanken und es führt zu tiefen Verwicklungen, als sich herausstellt, dass sie Cousine von Lord Emsworths Gegenspieler Parsloe ist.
Lady Constanze ist es zuzuschreiben, dass zum Personal des Blandings Castle auch eine stetig wechselnden Sekretär gehört. Aus ihrer Sicht bedarf es nämlich eines solchen Mannes, um sicherzustellen, dass Lord Emsworth seine Angelegenheiten im Griff behält.

## Gegenspieler
Lord Emsworths wichtigster Gegenspieler ist Sir Gregory Parsloe-Parsloe, den Lord Emsworth und sein Bruder Galahad regelmäßig zu Unrecht verdächtigen, den Schweinen auf Blandings oder den zur Preiskrönung vorgesehenen Kürbissen Schaden zufügen zu wollen.

„Es gab da eine Schlange in seinem Garten Eden, ein welkes Blatt auf seinem Rosenbeet, ein Sandkörn im Spinat seines Gemüts. Er erfreute sich bester Gesundheit …, eines großen Einkommens und eines erstklassigen ererbten Besitzes mit Kieswegen in einer idyllischen Parklandschaft und mit allem modernen Komfort, aber dieser ganze Segen wurde null und nichtig gemacht, dass die reine Luft des Distrikts, in dem er lebte, durch die Anwesenheit eines Mannes vom Schlage Sir Gregory Parsloes vergiftet wurde – eines Mannes, der, davon war er überzeugt, Böses plante gegen jenes ruhmreiche Schwein, die Kaiserin von Blandings.“

Sir Gregorys Sünden der Vergangenheit sind jedoch nur zwei: Bei einer Wette mit Galahad, wessen Hund die meisten Ratten töten könnte, überfütterte der junge Gregory den Hund seines Gegners mit Zwiebelrostbraten und setzte so den Hund außer Gefecht. Außerdem ist es Sir Gregory gelungen, Lord Emsworths Schweinehüter George Cyril Wellbeloved, der sich einst um Lord Emsworths Lieblingsschwein, die Kaiserin von Blandings, kümmerte, mit der Aussicht auf ein höheres Gehalt in seine Dienste zu locken. Ansonsten macht sich Sir Gregory heute nur noch einer Vorliebe für zu reichliches Essen schuldig.

## Romane von P. G. Wodehouse, in denen Lord Emsworth auftritt
- Something Fresh (1915); deutscher Titel: In alter Frische
- Summer Lightning (1929); deutscher Titel: Sommerliches Schlossgewitter
- Heavy Weather (1933); deutscher Titel: Seine Lordschaft und das Schwein (übersetzt von Christiane Trabant-Rommel); Sein und Schwein
- Uncle Fred in the Springtime; deutscher Titel: Schloss Blandings im Sturm der Gefühle
  - Neu aufgelegt: Onkels Erwachen, neu übersetzt von Thomas Schlachter, Edition Epoca, Zürich 2010, ISBN 978-3-905513-53-0
- Lord Emsworth and the Girl Friend
- Full Moon; deutscher Titel: Vollmond über Blandings Castle
- Uncle Dynamite; deutscher Titel: Onkel Dynamit
- Pigs Have Wings (1952); deutscher Titel: Schwein oder Nichtschwein
- Service with a Smile (1961); deutscher Titel: Stets zu Diensten
- Galahad at Blandings (1965); deutscher Titel: Reichtum schützt vor Liebe nicht
- A Pelican at Blandings (1969); deutscher Titel: Ein Pelikan im Schloss
- Sunset at Blandings
- Blandings Castle and Elsewhere (1935); deutscher Titel Herr auf Schloß Blandings
- Leave It to Psmith (1923); deutscher Titel Psmith macht alles; Ein Lord in Nöten

## Einzelbelege
1. 1 2   Usborne: Plum Sauce. A P. G. Wodehouse Companion. S. 42.
2. 1 2  Norman Murphy: In Search of Blandings. Secker & Warburg, London 1986, ISBN 0-436-29720-5 (englisch).
3. ↑   Usborne: Plum Sauce. A P. G. Wodehouse Companion. S. 37
4. ↑   P. G. Wodehouse: Something fresh. 3. Kapitel
5. ↑   Donaldson: P. G. Wodehouse: A Biography. S. 20 und S. 21.
6. 1 2 3   Usborne: Plum Sauce. A P. G. Wodehouse Companion. S. 41.
7. ↑   P. G. Wodehouse: Schwein oder Nichtschwein. S. 97
8. ↑   P. G. Wodehouse: Schwein oder Nichtschwein, S. 71.
9. ↑   P. G. Wodehouse: Blandings and Elsewhere. Kapitel 1. Im Original lautet das Zitat: Lord Emsworth could conceive of no way in which Freddie could be of value to a dog-biscuit firm, except possibly as a taster.
10. 1 2   P. G. Wodehouse: In alter Frische.
11. ↑   Usborne: Plum Sauce. A P. G. Wodehouse Companion. S. 43.
12. ↑   P. G. Wodehouse: Jeeves übernimmt das Ruder
13. ↑   P. G. Wodehouse: Schwein oder Nichtschwein, S. 47.
14. ↑   P. G. Wodehouse: Schwein oder Nichtschwein, S. 46.
15. ↑   P. G. Wodehouse: Schwein oder Nichtschwein, S. 12.
16. ↑   P. G. Wodehouse: Schwein oder Nichtschwein. S. 6